# Hans-Peter Stratz
Hans-Peter Stratz (ur. 20 kwietnia 1950 we Fryburgu Bryzgowijskim) – zachodnioniemiecki zapaśnik walczący w stylu wolnym. Olimpijczyk z Montrealu 1976, gdzie zajął siódme miejsce w kategorii 100 kg. Siódmy zawodnik mistrzostw Europy w 1978 roku.
Zdobył pięć tytułów mistrza Niemiec w latach: 1975-1981, drugi 1973-194 i trzeci w 1972 i 1982.
- Turniej w Montrealu 1976

Przegrał z Rezą Suchtesarajim z Iranu i Kazuo Shimizu z Japonii.